# Drets del col·lectiu LGBT a Eritrea

Els drets del col·lectiu LGBT a Eritrea són limitats. Les persones lesbianes, gais, bisexuals i transsexuals a Eritrea han d'afrontar reptes legals que no experimenten els residents no LGBT. Els actes homosexuals hi són il·legals i punibles amb fins a tres anys de presó. Les persones LGBT són perseguides regularment pel govern i, a més, s'enfronten a l'estigmatització entre la població en general.

## Llei sobre l'activitat sexual amb persones del mateix sexe
Tant l'activitat sexual masculina com la femenina amb persones del mateix sexe hi són il·legals. L'activitat sexual amb persones del mateix sexe està prohibida a la secció II (desviacions sexuals) del codi penal de 1957, heretada d'Etiòpia després de la independència i, per si mateixa, un llegat colonial. Sota l'article 600 els "delictes carnals no naturals" poden ser castigats amb empresonament entre 10 dies i 3 anys de presó. A la pràctica, se sap poc sobre l'ús d'aquesta llei, ja que la premsa eritrea controlada per l'estat no informa sobre la persecució de l'homosexualitat. L'ambaixada britànica a Asmara va informar que les persones que són trobades participant en activitats homosexuals són regularment perseguides i declarades culpables. El govern deté de manera habitual a individus per activitat homosexual consensuada i, suposadament, fa batudes de lesbianes i gais coneguts o sospitosos arreu del país. En molts casos, no es presenten càrrecs i a les famílies dels homosexuals acusats se'ls denega informació sobre la seva condició o on hi són retinguts. El sistema judicial d'Eritrea és opac i sovint arbitrari a l'hora de tractar acusacions de activitat homosexual. L'abús, la tortura i la superació dels reclusos són habituals, i alguns han informat que els presos són executats il·legalment. Tot i això, l'Oficina de Relacions Exteriors i de la Commonwealth del Regne Unit va informar que la pena de mort no es va utilitzar a Eritrea el 2013. El 2003, sis homes homosexuals van ser arrestats en un bany públic d'Asmara i posteriorment van ser traslladats a la presó d'Adi Abeyto, coneguda per allotjar presos polítics i periodistes. Fins i tot aquells que només tenen vincles dèbils amb la comunitat gai i lesbiana d'Eritrea corren el risc de conducta sospitosa amb el mateix sexe i com a conseqüència són arrestats i empresonats. El govern d'Eritrea ha rebutjat una petició del procés Examen Periòdic Universal del Consell de Drets Humans de les Nacions Unides per legalitzar l'activitat homosexual. Això era considerat "en contradicció directa amb els valors i les tradicions del poble d'Eritrea".

## Reconeixement de les relacions entre parelles homosexuals
Les parelles del mateix sexe no tenen reconeixement legal.

## Adopcions infantils
Les parelles del mateix sexe no poden adoptar a Eritrea.

## Proteccions de discriminació
No hi ha protecció contra discriminació basada en l'orientació sexual.

## Condicions de vida
L'Alt Comissionat de les Nacions Unides per als Refugiats va declarar que existien "forts tabús socials" contra la conducta homosexual a Eritrea. De manera similar, el Departament d'Estat dels Estats Units va informar que els gais i lesbianes s'enfrontaven a una "discriminació social severa". En general, aquests temes no es discuteixen obertament al país i l'homosexualitat no es considera un assumpte públic. Hi ha una limitada consciència pública sobre l'existència de minories sexuals excepte entre els agents de l'ordre que s'encarreguen de combatre l'homosexualitat. No se sap que existeixin grups o organitzacions lesbianes, gais, bisexuals o transsexuals dins del país. La discriminació de la societat s'agreuja per la il·legalitat de l'homosexualitat, portant a una major incidència d'abús i assetjament de gais i lesbianes. Freedom House va trobar també que la criminalització de l'activitat homosexual havia resultat tant en la discriminació social com en la legal. El govern d'Eritrea ha afirmat en nombroses ocasions que l'homosexualitat és contrària als valors i normes tradicionals del país. Addicionalment, a principis dels anys 2000, va emetre diversos programes de ràdio i televisió en estacions estatals que detallen els pPerills de l'homosexualitat.
Els gays i lesbianes que serveixen a l'exèrcit d'Eritrea han estat "sotmesos a maltractaments greus", encara que aquests informes no han estat confirmats. Un refugiat que sol·licità asil al Regne Unit el 2002 va informar que ell i el seu soci, ambdós a les forces armades, van patir abusos físics i verbals, incloses amenaces, tant dels superiors com dels seus companys.
La discriminació social contra les persones amb VIH/SIDA és una "àrea de preocupació" en l'informe del Departament d'Estat sobre drets humans a Eritrea. ILGA i alguns grups de prevenció del VIH/SIDA va condemnar la criminalització de l'activitat homosexual per l'article 600, argumentant que soscava els objectius de salut pública fent extremadament difícil la realització de programes de prevenció dirigits a homes que tenien relacions sexuals amb altres homes.
El govern d'Eritrea ha processat diverses vegades estrangers occidentals per promoure l'homosexualitat al país per tal de desestabilitzar el règim. Els opositors o sospitosos d'opositors al règim eren etiquetats com a "gais, traïdors, violadors, pedòfils i traficants" en els intents de suprimir i deslegitimar les crítiques del govern.
El 2010, juntament amb altres estats africans, Eritrea va rebutjar els Principis de Yogyakarta, que intentaven aplicar estàndards de drets humans desenvolupats a qüestions d'orientació sexual i identitat sexual. Aquests estàndards van ser considerats pel grup africà com massa controvertits i van ser acusats d'inventar nous drets humans sense fonament en les lleis internacionals.

## Estrangers LGBT
En 2013 Paolo Mannina, un ciutadà italià gai, va ser acomiadat del seu treball com a professor de literatura en una escola tècnica d'Asmara i deportada d'Eritrea. Mannina va acceptar sortir, segons sembla, patint per la seva seguretat. No es va donar cap explicació oficial per la seva expulsió del país, però el govern d'Eritrea va declarar que Mannina era una "persona perillosa potencialment desestabilitzadora de l'ordre moral i públic del país." Segons un qüestionament posterior de funcionaris italians, el govern d'Eritrea va aclarir que, tot i la manca d'esment de l'orientació sexual en els contractes de les escoles italianes que operaven al país, l'expulsió es va justificar basant-se en l'article 7 de l'Acord sobre escoles tècniques italianes a Eritrea. L'Acord requereix el compliment de les lleis locals, i el govern va argumentar que això incloïa l'article 600 del Codi Penal d'Eritrea. L'ambaixador d'Eritrea a Itàlia va comentar que "qualsevol estranger present a Eritrea té l'obligació de respectar els costums i tradicions locals i, encara més, les disposicions de la llei que prohibeixen les relacions homosexuals." Els funcionaris diplomàtics italians van condemnar l'acció.
En 2004 tres treballadors d'hotel de països occidentals van ser expulsats d'Eritrea per l'activitat homosexual. Almenys un dels treballadors deportats va ser descrit com obertament homosexuals.

## Taula resum
| Activitat sexual legal amb el mateix sexe                     | (Pena: Fins a 3 anys de presó o mort) |
| Mateixa edat de consentiment                                  | No                                    |
| Lleis antidiscriminació a la feina                            | No                                    |
| Lleis antidiscriminació en la prestació de béns i serveis     | No                                    |
| Matrimoni del mateix sexe                                     | No                                    |
| Lleis antidiscriminació en el discurs de l'odi i la violència | No                                    |
| Reconeixement de les parelles del mateix sexe                 | No                                    |
| Adopció de fillastres per parelles del mateix sexe            | No                                    |
| Adopció conjunta per parelles del mateix sexe                 | No                                    |
| Prestació de servei militar per gais i lesbianes              |                                       |
| Dret legal a canviar de gènere                                | No                                    |
| Accés a la fecundació in vitro per lesbianes                  | No                                    |
| Subrogació comercial per a parelles d'homes homosexuals       | No                                    |
| Permís per donar sang als MSMs                                | No                                    |